# Luis de San Simón y Ortega
Luis de San Simón y Ortega (Palma, Mallorca, 12 de març de 1864 - ?) fou un aristòcrata, advocat i polític mallorquí, comte de San Simón. Fou diputat i senador a les Corts Espanyoles durant la restauració borbònica.
Fou senador per les Illes Balears el 1901-1902 i 1905-1907, i fou elegit diputat pel districte de Palma (Mallorca) a les eleccions legislatives espanyoles de 1891, 1898, 1899, 1903 i 1907 pel Partit Conservador.